# Soeli Garvão Zakrzeski
Soeli Garvão Zakrzeski, plus couramment appelée Êga, née le 12 novembre 1977 à Medianeira dans l'état de Paraná au Brésil, est une joueuse brésilienne de basket-ball évoluant au poste de pivot. Elle mesure 1,87 m.

## Club
- 2000-2001 :  Ourinhos
- 2001-2004 :  Americana
- 2005 :  Real Club Celta Vigo (Liga Femenina)
- 2005 :  Ourinhos
- 2006 - 2007 :  Valenciennes (LFB)
- 2007 :  Ensino Porta XI
- 2007 :  Americana
- 2007 :  Mann Filter Zaragoza
- 2008 :  Ourinhos
- 2009 :  Catanduva

## Palmarès
Club
Sélection
Distinction personnelle